# True Believers
True Believers es el último álbum de estudio en Inglés del grupo Rumano Akcent. Fue lanzado en Europa el 18 de septiembre de 2009. En el disco también se incluyeron los éxitos internacionales como "That's My Name", "Stay With Me", "Lovers Cry", "Tears".

## Lista de canciones
| N.º | Título                           | Duración |  |
| 1.  | «Stay With Me»                   | 4:07     |  |
| 2.  | «That's My Name»                 | 4:08     |  |
| 3.  | «Happy People»                   | 3:39     |  |
| 4.  | «Lovers Cry»                     | 4:12     |  |
| 5.  | «Tears» (Featuring Roller Sis)   | 3:46     |  |
| 6.  | «I Turn Around The World»        | 4:18     |  |
| 7.  | «Runaway»                        | 3:38     |  |
| 8.  | «Umbrela Ta»                     | 3:38     |  |
| 9.  | «Next To Me»                     | 3:39     |  |
| 10. | «True Believer»                  | 3:25     |  |
| 11. | «Delight»                        | 3:49     |  |
| 12. | «O Noapte Si O Zi»               | 3:39     |  |
| 13. | «Lacrimi» (Featuring Roller Sis) | 3:40     |  |